# Mikrostan

Cztery mikrostany i trzy makrostany dwukrotnego rzutu monetą.

Mikrostan – stan układu makroskopowego opisany za pomocą stanów wszystkich elementów składających się na ten układ (np. cząsteczek czy atomów). Stan tych składników może być opisany - w zależności od potrzeby - poprzez podanie informacji o ich położeniach, pędach, energiach itp. W celu zobrazowania pewnych zagadnień, stosuje się tak daleko idące uproszczenie, że wystarczające jest podanie, w której części naczynia - lewej czy prawej - znajduje się dana cząsteczka.
Innymi słowy, mikrostan to każde rozmieszczenie elementów układu w komórkach (o jednakowych objętościach) w przestrzeni fazowej.